# Google Shopping
Google Shopping, tidigare Google Product Search, Google Products och Froogle, är en prisjämförelsetjänst, lanserad av Google och skapad av Craig Nevill-Manning, som låter användare söka efter produkter i webbutiker och jämföra priser mellan olika försäljare.
Från början kunde försäljare få sina produkter inlagda genom att skicka in sina priser genom tjänsten, och intäktsgenerering skedde genom AdWords. I maj 2012 följde ett namnbyte till Google Shopping i och med införandet av en ny modell, där försäljare betalade Google för att komma med i tjänsten.
I juni 2017 bötfälldes Google för 2,4 miljarder euro av EU-kommissionen för att företaget gav Google Shopping fördel i sökresultat framför konkurrenter.
I april 2020 informerade Bill Ready, chef för verksamhetsområdet Commerce, att listning av produkter i Google Shopping kommer att vara gratis först i USA och därefter successivt i övriga marknaderna. ,